# Brook Jacoby
Pour les articles homonymes, voir Jacoby.
Brook Wallace Jacoby (né le 23 novembre 1959 à Philadelphie, Pennsylvanie, États-Unis) est l'actuel entraîneur des frappeurs des Blue Jays de Toronto de la Ligue majeure de baseball. Ancien joueur de baseball, il évolue dans les majeures comme troisième but de 1981 à 1992. Il passe la majorité de sa carrière chez les Indians de Cleveland et est invité à deux matchs des étoiles.
 

## Carrière de joueur
Brook Jacoby est un choix de septième ronde des Braves d'Atlanta en 1979. Il fait ses débuts dans le baseball majeur avec les Braves le 13 septembre 1981. Il passe les saisons 1982 et 1983 en ligues mineures, hormis quelques parties avec Atlanta cette dernière année. 
Il est offert aux Indians de Cleveland le 21 octobre 1983 pour compléter la transaction du mois d'août précédent qui avait envoyé le voltigeur de centre Brett Butler à Cleveland en retour du lanceur Len Barker. C'est chez les Indians que Jacoby joue la majorité de sa carrière, au poste de troisième but. Il y dispute 1240 de ses 1311 parties jouées au total dans les majeures. Il se distingue en particulier des saisons 1985 à 1987. En 1985, il frappe 20 coups de circuits et amasse un record personnel de 87 points produits. En 1986, il frappe 17 circuits, produit 80 points et est invité pour la première fois au match des étoiles. Il affiche sa moyenne au bâton la plus élevée en 1987, frappant pour, 300 avec un sommet personnel de 32 circuits. Il est de nouveau invité à la partie d'étoiles en 1990. Le 26 juillet 1991, il est échangé aux Athletics d'Oakland contre le voltigeur Lee Tinsley. Après avoir terminé 1991 à Oakland, il revient à Cleveland pour y jouer sa dernière saison en 1992.
Brook Jacoby a maintenu une moyenne au bâton en carrière de, 270 avec 1220 coups sûrs, 120 circuits, 545 points produits et 535 points marqués.

## Carrière d'entraîneur
En 1999, Brook Jacoby est instructeur des frappeurs et instructeur au troisième but pour le Surf d'Atlantic City, une équipe de indépendante de baseball dans l'Atlantic League. En 2000, il se joint à la franchise des Reds de Cincinnati de la Ligue majeure de baseball et est instructeur des frappeurs pour leurs divers clubs mineurs. Après avoir supervisé plusieurs clubs-écoles des Reds en 2000, il passe les deux années suivantes comme instructeur des frappeurs de leur équipe AAA à Louisville.
En 2003, Jacoby rejoint les Rangers du Texas comme instructeur des frappeurs de leur club-école en ligue des recrues en Arizona (2003-2004) puis comme coordinateur à l'offensive dans leur réseau de filiales (2005-2006). Il est instructeur des frappeurs des Rangers du Texas au niveau majeur en avril et mai 2006 pendant la convalescence de Rudy Jaramillo, qui réintègre l'équipe par la suite.
Le 3 novembre 2006, Brook Jacoby est engagé comme instructeur des frappeurs des Reds de Cincinnati. Il a notamment sous son aile le joueur par excellence de la saison 2010 dans la Ligue nationale, Joey Votto, et le gagnant du Bâton d'argent Brandon Phillips. Il est en poste de la saison 2007 à la saison 2013. La fin de cette dernière campagne est décevante pour Cincinnati, dont la défaite lors du match de meilleur deuxième scelle l'élimination. Le directeur-gérant Walt Jocketty indique au gérant des Reds Dusty Baker son intention de congédier Jacoby. « Congédie-moi plutôt », réplique Baker à son patron. Jocketty licencie les deux hommes. 
En 2014, Jacoby est à l'emploi des Rangers du Texas comme assistant-instructeur des frappeurs dans les ligues mineures.
Le 17 novembre 2014, Brooks Jacoby est engagé comme nouvel instructeur des frappeurs des Blue Jays de Toronto et succède à Kevin Seitzer, qui avait accepté en octobre précédent une offre des Braves d'Atlanta.